# 2010 في ترينيداد وتوباغو
فيما يلي قوائم الأحداث التي وقعت خلال عام 2010 في ترينيداد وتوباغو.

## سياسة

### تعيين في المنصب
- 24 مايو – فارس الراوي مجلس شيوخ ترينيداد وتوباغو [الإنجليزية]‏.

## رياضة
- 1 يناير – كأس العالم للسيدات تحت 17 سنة 2010

## موسيقى

### أغاني
من الأغاني التي صدرت هذه السنة في ترينيداد وتوباغو:
- 7 ديسمبر – رايننغ مين من غناء نيكي ميناج.

## وفيات

### ديسمبر
- 30 ديسمبر – اليس كلارك (مواليد 1917)